# Tierney (Vorname)
Tierney ist ein weiblicher Vorname.

## Herkunft und Bedeutung
Der Name wird zumeist im Irischen (selten im Englischen) verwendet und ist die anglisierte form von Tighearnach. Teilweise handelt es sich um einen Nachnamen, der aus dem Vor-/Taufnamen abgeleitet ist.
Varianten sind Tiarnach und Tigernach.

## Bekannte Namensträgerinnen
- Tierney Gearon (* 1963), US-amerikanische Fotografin
- Tierney Sutton (* 1963), US-amerikanische Jazzsängerin